# Antonio Guansé
Antonio Guanse, né le 1er janvier 1926 à Tortosa (Espagne) et décédé le 22 novembre 2008 à Paris 10e, est un peintre et lithographe espagnol.

## Biographie

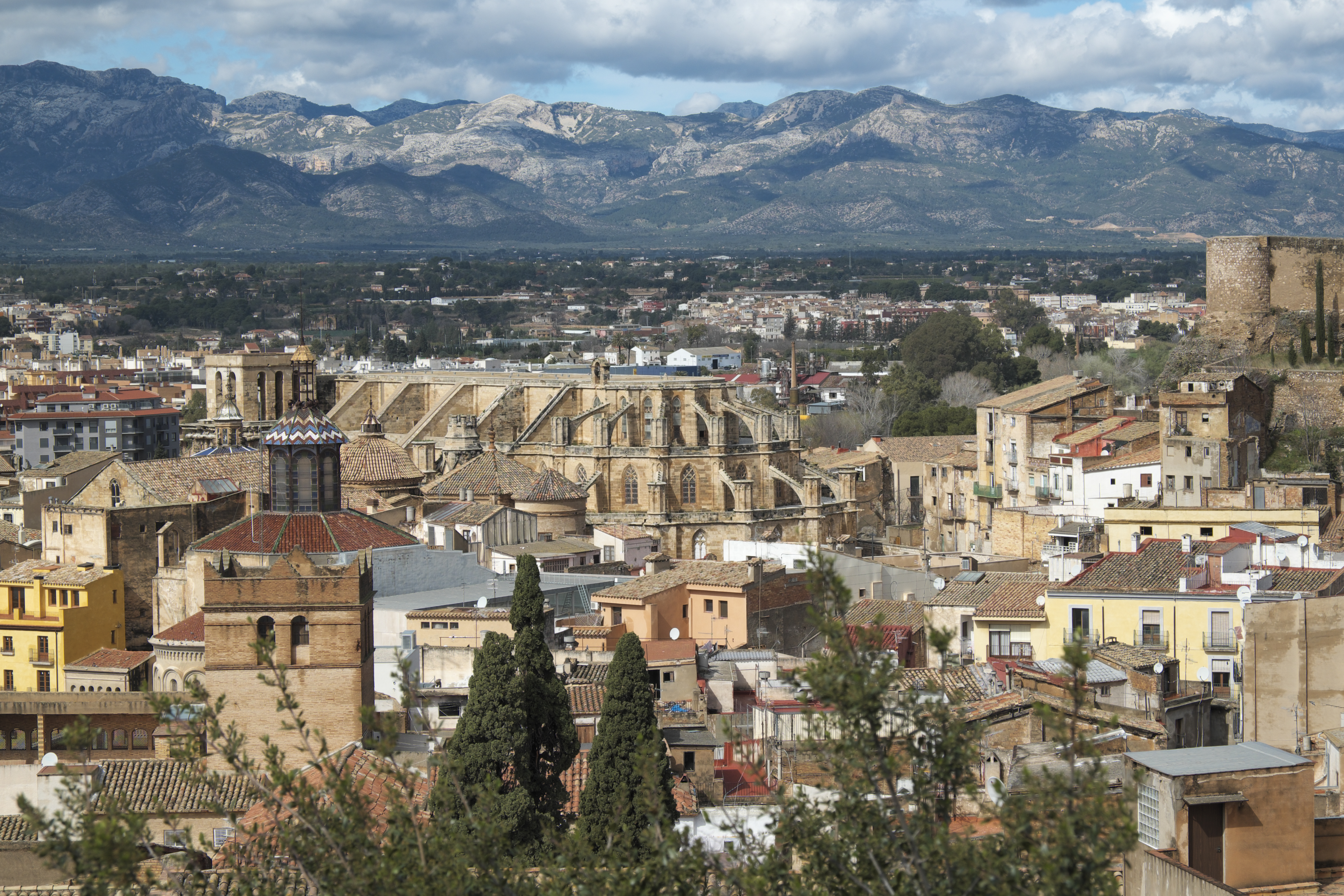
Tortosa

Le père d'Antonio Guansé, né à Tortosa en 1926, est fonctionnaire. Antonio effectue ses études secondaires à Barcelone où il entre ensuite à la Escuela superior de bellas artes San Jorge. Très jeune, il écrit des poèmes et le goût de la poésie ne le quittera jamais : il illustrera plus tard des éditions bibliophiliques de Paul Éluard et Jean Breton.

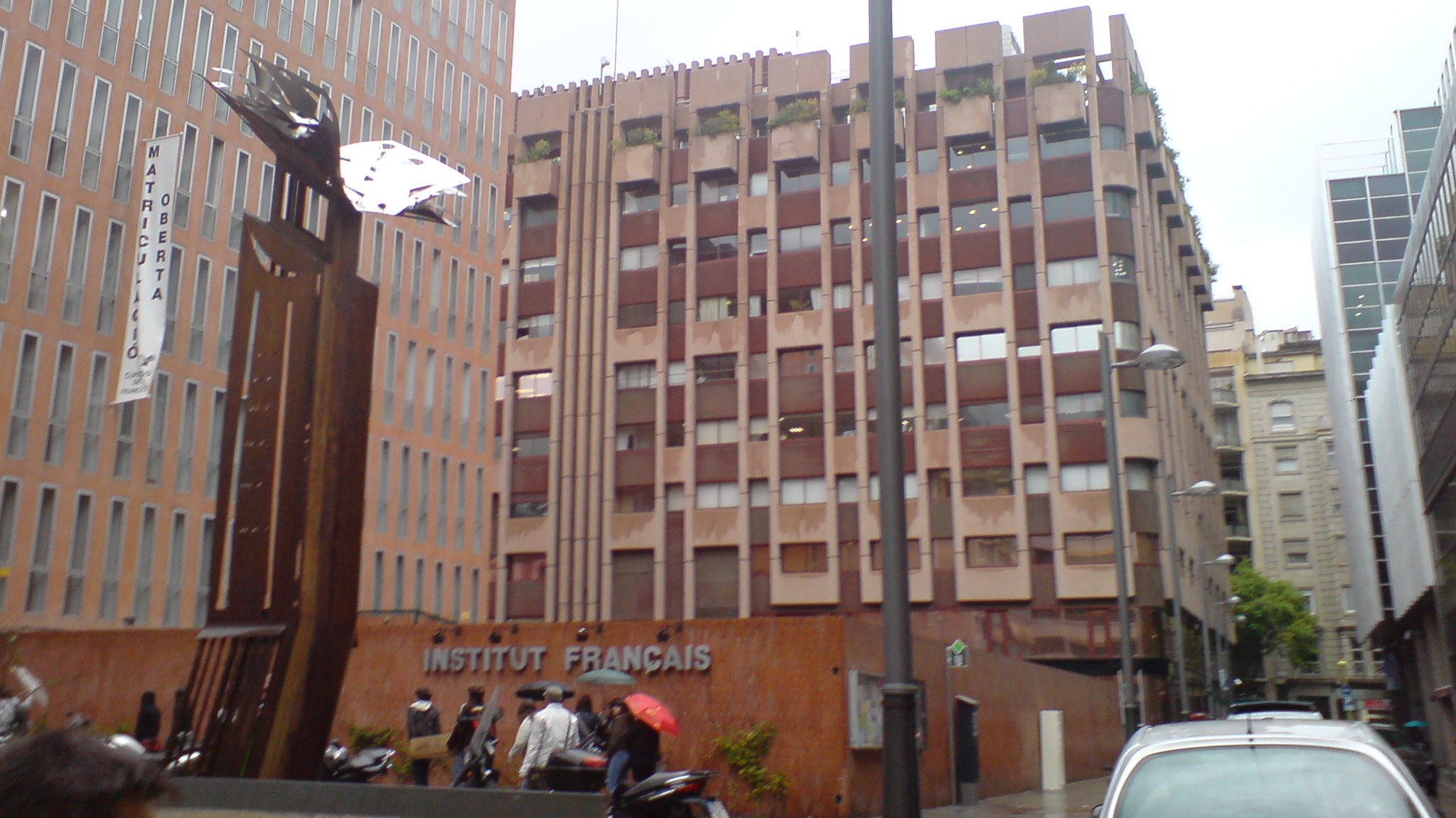
Institut français de Barcelone

Peignant des portraits et paysages de Cerdagne à partir de 1945, Antonio Guanse est de, 1948 à 1951, membre des ciclos experimentales de arte nuevo en compagnie notamment d'Antoni Tàpies, de Josep Guinovart (es), de Jose Picó et de José Subirà-Puig, fréquente l'Institut français de Barcelone et effectue des séjours à Ibiza aux Baléares où il peint le monde des pêcheurs et des paysans. Il s'intéresse à l'art roman, à Zurbaran, à Rembrandt, à Goya et à Isidre Nonell. Sa première exposition personnelle se tient à Barcelone en 1950.
En 1953, il arrive à Paris grâce à une bourse du gouvernement français,, y découvre Van Gogh et Picasso et s'y installe définitivement en 1954, dans un premier temps dans un atelier situé en face du Bateau-Lavoir (il s'installera ensuite au 68, avenue d'Italie). Il voyage et peint en Hollande, en Allemagne et en Écosse.
Raymond Suillerot organise sa première exposition personnelle à Paris en 1955. Antonio Guansé, qui sera dorénavant artiste permanent de sa galerie, réalise alors ses premières lithographies et gravures. C'est en 1959 qu'il recherche un nouveau langage plastique qui s'apparente à ce que l'on nommera plus tard la Nouvelle figuration.
À partir de 1965, la présence de l'homme dans ses toiles devient primordiale. Sa peinture manifeste une avancée forte vers la simplification, le dépouillement des formes, le besoin d’aller ou de revenir à l’essentiel, offrant à Gérard Xuriguera de situer Antonio Guansé avec Francis Bacon, John Christoforou, Maurice Rocher, Bengt Lindström, Francis Salles, Maryan S. Maryan, Marcel Pouget et Louis le Brocquy parmi les artistes qui, s'étant reconnus dans cette famille expressionniste à qui « conviennent les formes suggérées et la fièvre gestuelle de cette figuration défigurée », voient avec surprise leurs œuvres faire l'objet d'un regard autre, d'un intérêt qui, toutefois, fut initialement moins une adhésion qu'un réflexe de curiosité. Ses premières sculptures, céramiques et décorations murales datent de 1971.
Mort en novembre 2008, Antonio Guansé repose au cimetière de la Villette.

## Contributions bibliophiliques
- Paul Éluard, Dit de la Force et de l'Amour, préface et trente-quatre lithographies originales d'Antonio Guansé, cent exemplaires numérotés, éditions Robert Turbot, 1962.
- Jean Breton, Porter plainte, collage d'Antonio Guansé, Librairie Saint-Germain-des-Prés, 1971.
- Jean Breton, La couleur d'aboie qu'au soleil, vingt papiers collés d'Antonio Guansé, collection « Le livre unique », Librairie Sain-Germain-des-Prés, 1971.
- Jean Breton, La fête en cage, douze papiers collés d'Antonio Guansé, collection « Le livre unique », Librairie Saint-Germain-des-Prés, 1972.
- Jean Breton, La beauté pour réponse, quatre lithographies originales d'Antonio Guansé, Librairie Saint-Germain-des-Prés, 1972.
- Jean Breton, Fouetté, trois lithographies originales d'Antonio Guansé, Librairie Sain-Germain-des-Prés, 1972.
- Jean Breton, Tes genoux crient, vingt-huit papiers collés d'Antonio Guansé, collection « Le livre unique », Librairie Saint-Germain-des-Prés, 1973.
- Michel Luneau, O Positif, ornements d'Antonio Guansé, Librairie Saint-Germain-des-Prés, 1977.
- Philippe-Samuel Naud, Le carnet du chanteur de Bagdad, illustrations d'Antonio Guansé, P.-S. Naud éditeur, 2000.

## Expositions

### Expositions personnelles
- Galería El Jardin, Barcelone, 1950, 1951.
- Galerie Suillerot, Paris, 1955, 1957, 1958, 1959, 1961, 1962, 1965, 1967, 1969, 1972, 1974, novembre 1976, 1978.
- Galerie Jacques Peron, Paris, décembre 1959.
- Galerie Saint-Placide, Paris, 1962.
- Rétrospective Antonio Guansé, Maison de la culture de Caen, 1967.
- Galerie Entracte, Lausanne, 1968.
- Antonio Guansé, rétrospective, Maison de la culture de Bourges,  octobre-novembre 1971.
- Antonio Guansé, rétrospective, Maison de la culture de Dole (Jura), 1971.
- Antonio Guansé, rétrospective, Maison de la culture d'Annemasse, 1971.
- Antonio Guansé, rétrospective, Maison de la culture de Thonon-les-Bains, 1971.
- Fauna's Galería de arte, Madrid, juin 1972.
- Centre culturel d'Ivry-sur-Seine, 1975.
- Antonio Guansé, rétrospective, Maison des Jeunes de Belleville, Paris, 1978.
- Antonio Guansé, rétrospective, Centre culturel André-Malraux, Le Pecq, 1979.
- Guansé, Musée des Beaux-Arts d'Arras, mai-juillet 1979.
- Guansé, Palais des congrès de Perpignan, octobre 1979.
- Antonio Guansé, rétrospective, Palais de la culture, Vannes, 1981.
- Antonio Guansé, rétrospective, Musée de Saint-Cyprien, 1984.
- Guansé - Œuvres récentes, Galerie du Sénat, Paris, septembre-octobre 1991.
- Galerie Leonardo, Paris, 1992, 2000.
- Centre d'études catalanes, Paris, mai 1995[11].
- Studio Kostel, Paris, mai 1995[11].
- Antonio Guansé, rétrospective, Centre d'art Santa Monica, Barcelone, 1998.
- Guansé, Musée d'art moderne de Tarragone, 2001.

### Expositions collectives

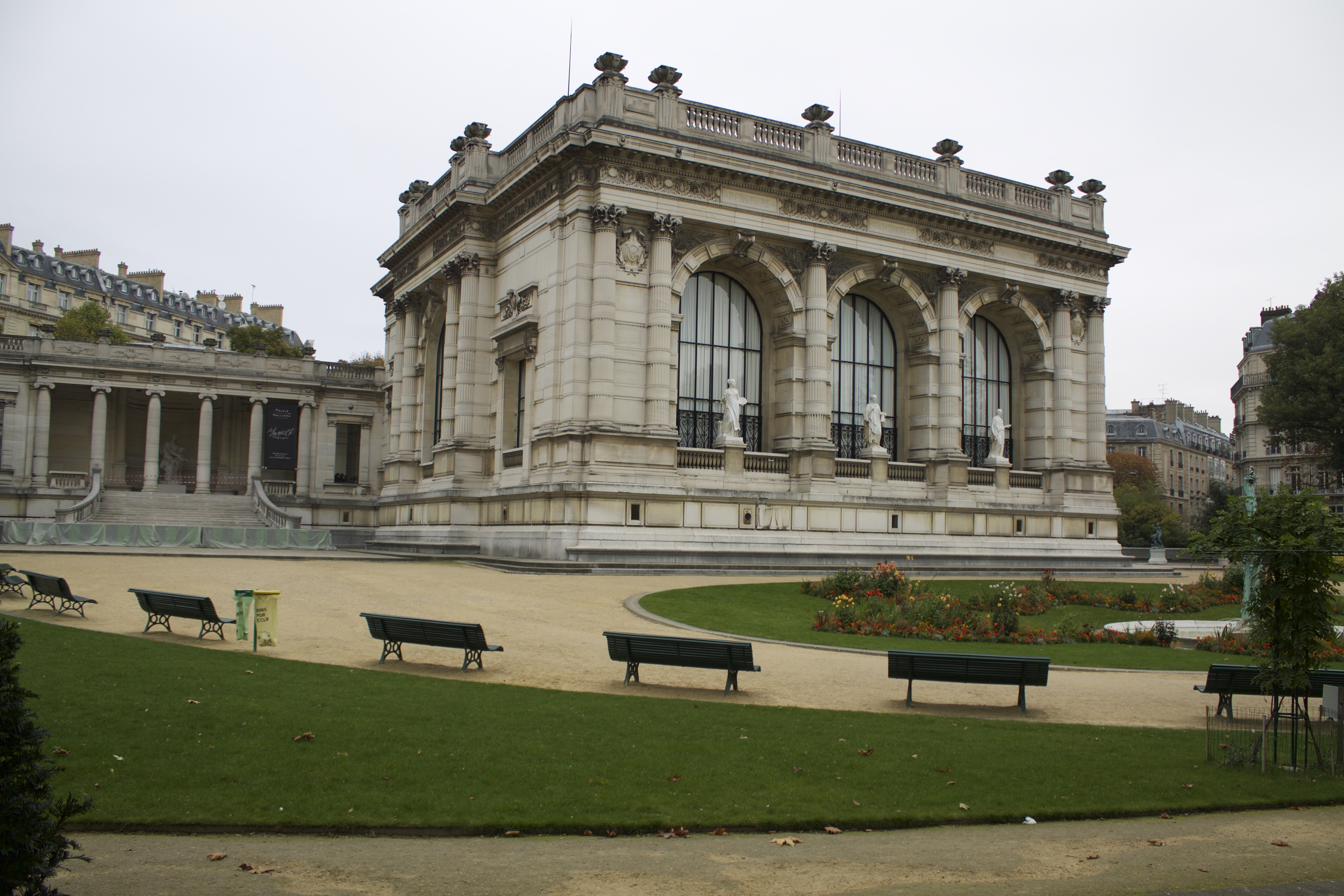
Palais Galliera, Paris

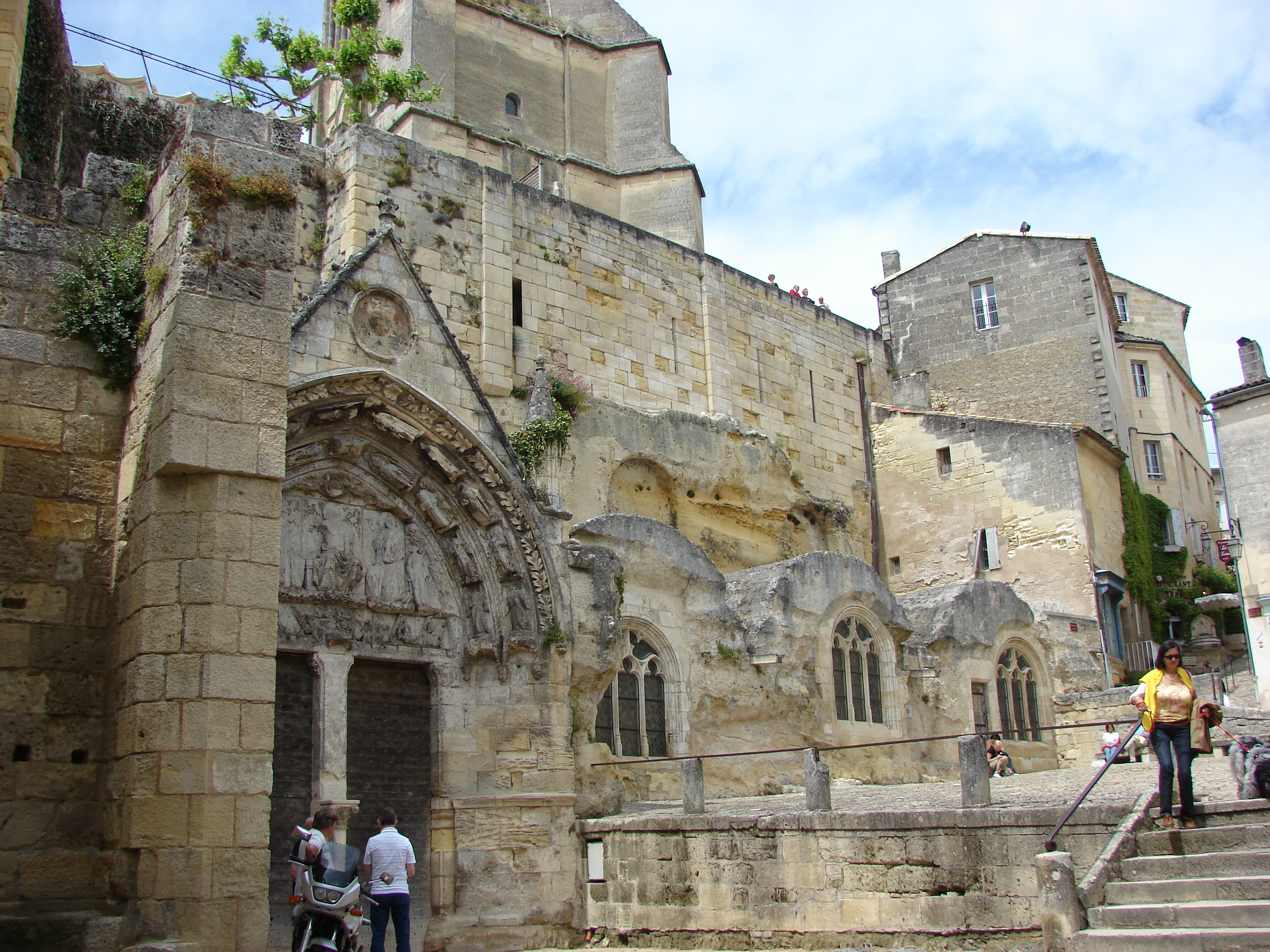
Église monolithe de Saint-Émilion

- Salon Biarritz - Saint-Sébastien - École de Paris - Peinture, sculpture, Casino de Biarritz, juillet-août 1965 ; Musée San Telmo, Saint-Sébastien, août-septembre 1965[12].
- Première Biennale d'art contemporain espagnol - Eleuterio Blasco Ferrer (es), Ismael de la Serna, Pedro Flores, Emili Grau i Sala, Antonio Guansé, Alexis Hinsberger, José Palmeiro, Eduardo Pisano, Manolo Ruiz-Pipo, Javier Vilató, Palais Galliera, Paris, mars 1968[13].
- Première exposition internationale des arts de Téhéran, Centre des expositions internationales, Téhéran, décembre 1974 - janvier 1975[14].
- L'art et la cité - Festival de peinture-musique-mime-poésie - Constantin Andréou, Antonio Guansé, Raymond Guerrier, Serge Labégorre, Jacques Lagrange, Robert Lapoujade, Jean-Jacques Morvan..., église monolithe de Saint-Émilion, septembre 1978.
- De Bonnard à Georg Baselitz - Dix ans d'enrichissements du cabinet des estampes, 1978-1988, Bibliothèque nationale de France, Paris, 1992[8].
- Les cinquante ans de l'École de Paris, Unesco, Paris, 1996.
- Antonio Guansé y sus amigos en Paris, Centre culturel La Vaguada, Madrid, avril 2010[15].
- Arts en cités, salle des Pas-Perdus, Bellême, juillet-septembre 2017[16].
- Quarante ans et plus ! - Regards sur la collection de la ville d'Anglet, villa Beatrix-Enea, Anglet, juillet-octobre 2020[17].
- Expositions non datées = Salon de la Jeune Peinture, Salon Comparaisons, Salon des indépendants[6].

## Citations

### Dits d'Antonio Guansé
- « L'art doit figurer le cri ou l'amour de l'homme pour que l'œuvre ne s'écroule pas, gratuite et inutile. Essayons de surprendre les secrets de la nature, de saisir le rapport de l'homme avec les hommes, avec les montagnes, avec le soleil, avec le cosmos, pour construire une art organique qui doit nous approcher de la vie. » - Antonio Guansé[18]
- « Dans ma peinture, les formes éclatent, la couleur s'agite, un dynamisme gestuel et organique provoque des compositions qui s'approchent d'un "expressionnisme abstrait" où la nature a droit de premier regard. Mais je n'attache pas beaucoup d'importance aux tendances. C'est l'individu qui m'intéresse et son cheminement obstiné. Je choisis l'école buissonnière. Je sens un besoin de synthèse, celui de cerner l'essentiel. Je poursuis un dialogue permanent avec la nature et je tente d'explorer les mystères de l'homme, de la vie, de l'univers. C'est la recherche d'un autre langage plastique, d'une figuration nouvelle… » - Antonio Guansé[19]

### Réception critique
- « De la nature qu'il peint avec une gamme d'ocres sensible et de tons chauds et sourds, Guansé ne garde que les lignes de force rythmiques, la combinaison des masses; il le fait avec une cohérence figurative qui confère à sa représentation une qualité objective sans relation perceptible avec la réalité qui en est le sujet. » - Le Monde, 13 juillet 1962, pour l'attribution du Prix de la Critique à Antonio Guansé[20]
- « Sa palette, violemment contrastée, s'est simplifiée et avivée. S'y étalent plus volontiers des rouges éclatants, des oranges et des noirs que les teintes brulées de naguère. Cette conquête de la couleur semble ouvrir sur de nouvelles préoccupations spatiales. » - Le Monde, 22 novembre 1972[21]
- « Chaque forme, chez Guansé, est pulsion qui balafre l'espace et questionne le dieu muet. » - Jean Breton[22]
- « Au thème de la Foule avec lequel sourd un sentiment de révolte, une violence farouche et sincère, et de celui des Paysages d'Espagne et de Provence où prédominent les couleurs d'une palette fauve, succède le thème de L'Homme. Il dit lui même refuser d'isoler le paysage de la figure et vouloir poursuivre un dialogue étroit avec la nature. Ce besoin de synthèse entre l'homme et l'univers doit lui permettre de trouver l'équivalent d'un langage plastique, d'une figuration autre. Pour cela, les formes éclatent et se répondent : le rocher se fait corps et vice-versa. » - Lydia Harambourg[5]
- « Un tempérament puissant, une ferveur qui ne manque pas d'agressivité. Les premières toiles de cet artiste participent d'une violence expressionniste très catalane ; puis son lyrisme naturel se tempère et s'organise, synthétise le spectacle du monde en lui donnant de nouvelles structures avec toujours, à l'arrière plan, une sorte d'âpreté pathétique. » - Gérald Schurr[11].
- « Sa peinture est chaude, dramatique, expressionniste, et finalement très espagnole ; profondément humaine, son lyrisme anime le jeu balancé des masses légèrement géométrisé. » - Dictionnaire Bénézit[6]

## Prix et distinctions
- Prix de la Critique, 1962[20],[6].

## Collections publiques

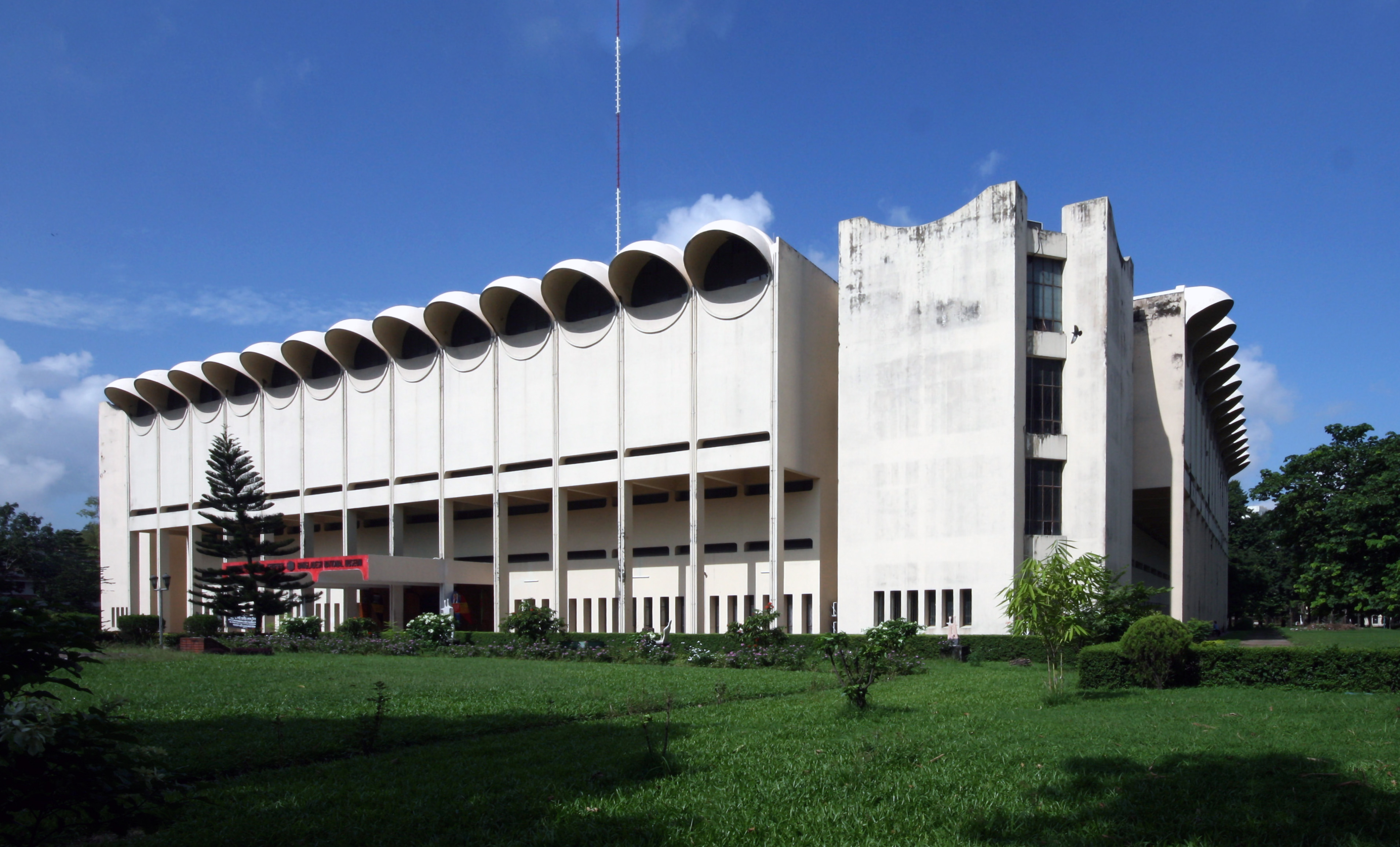
Musée national du Bangladesh, Dacca

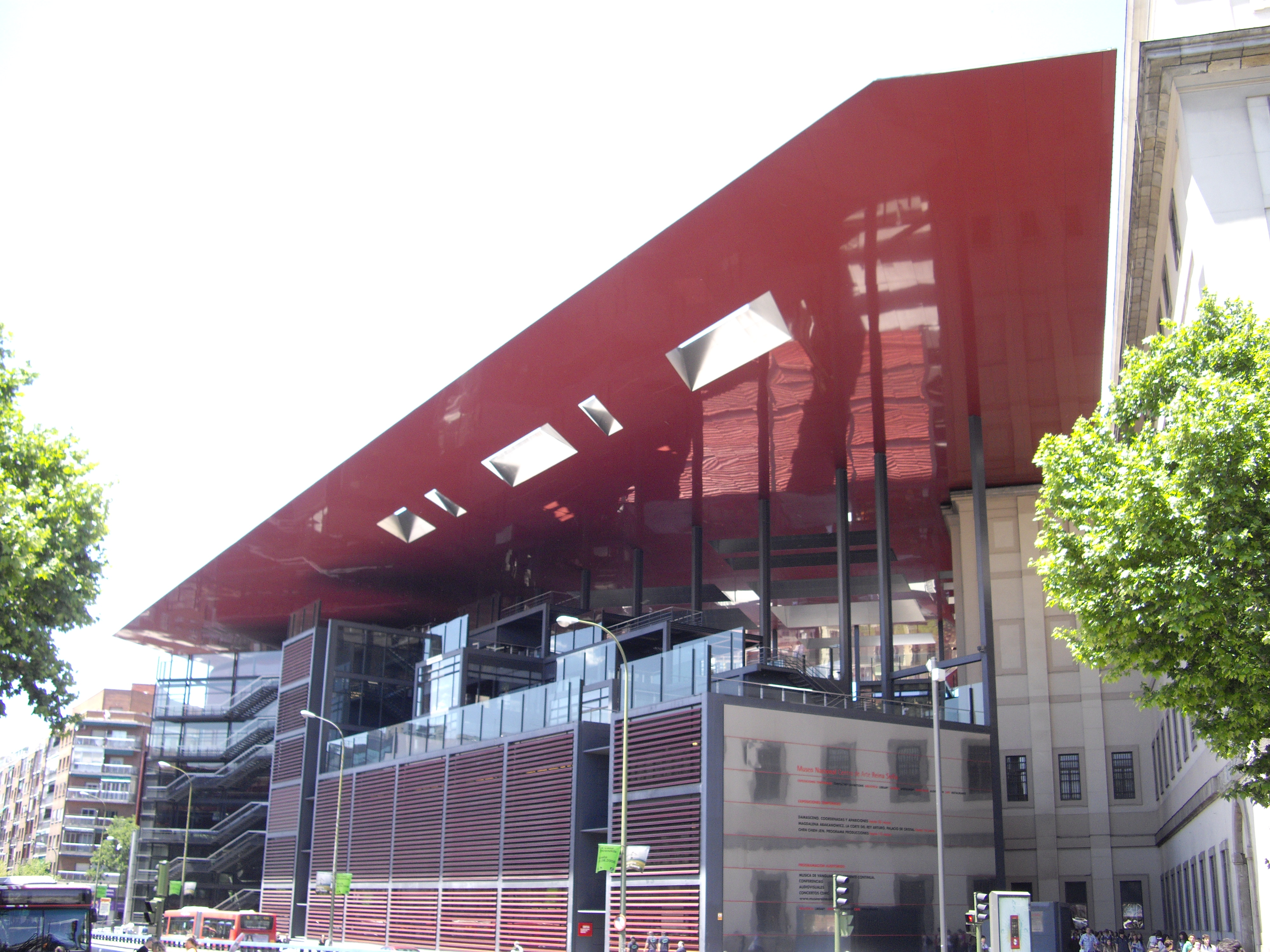
Musée national centre d'art Reina Sofía, Madrid

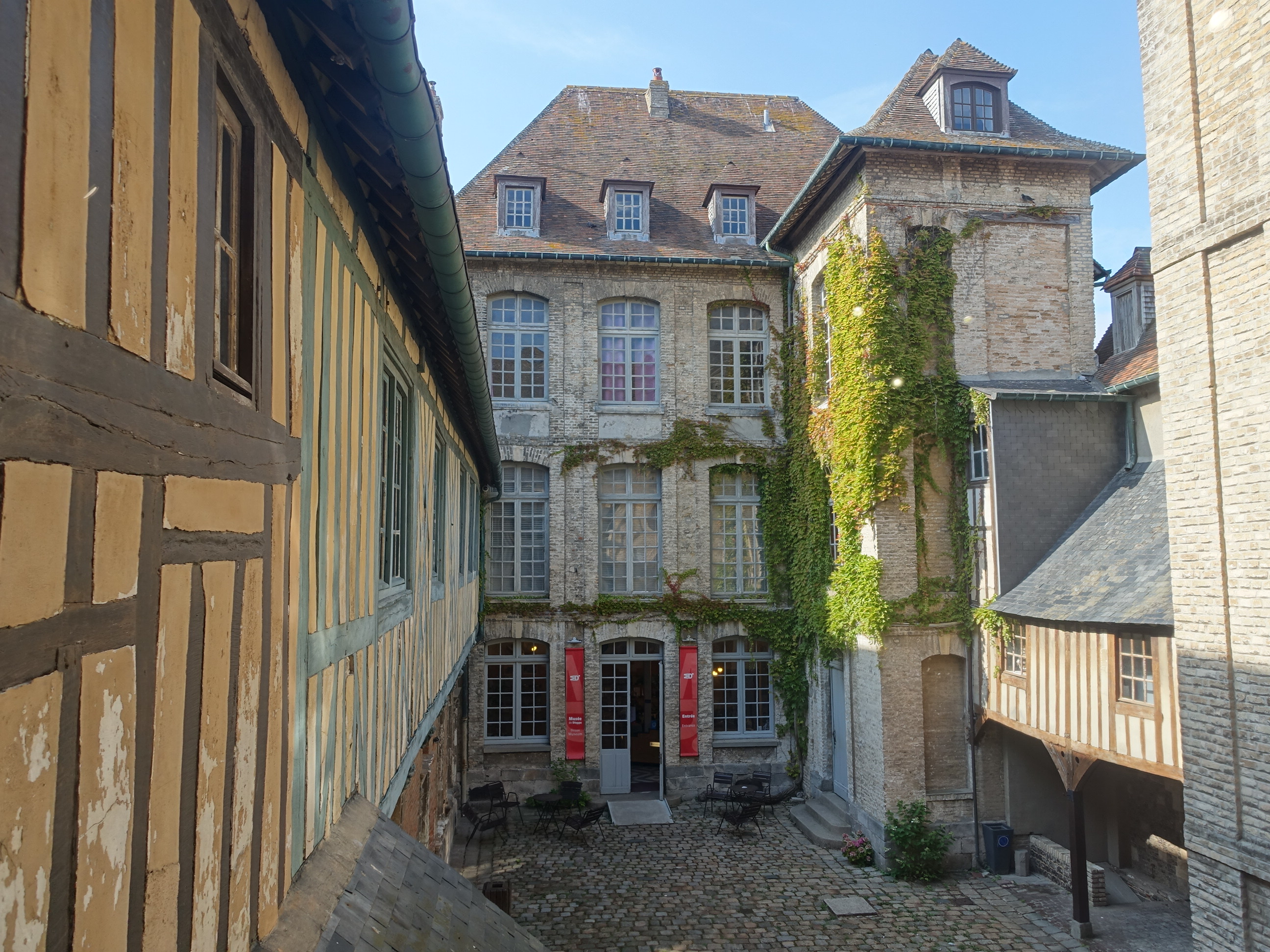
Château de Dieppe

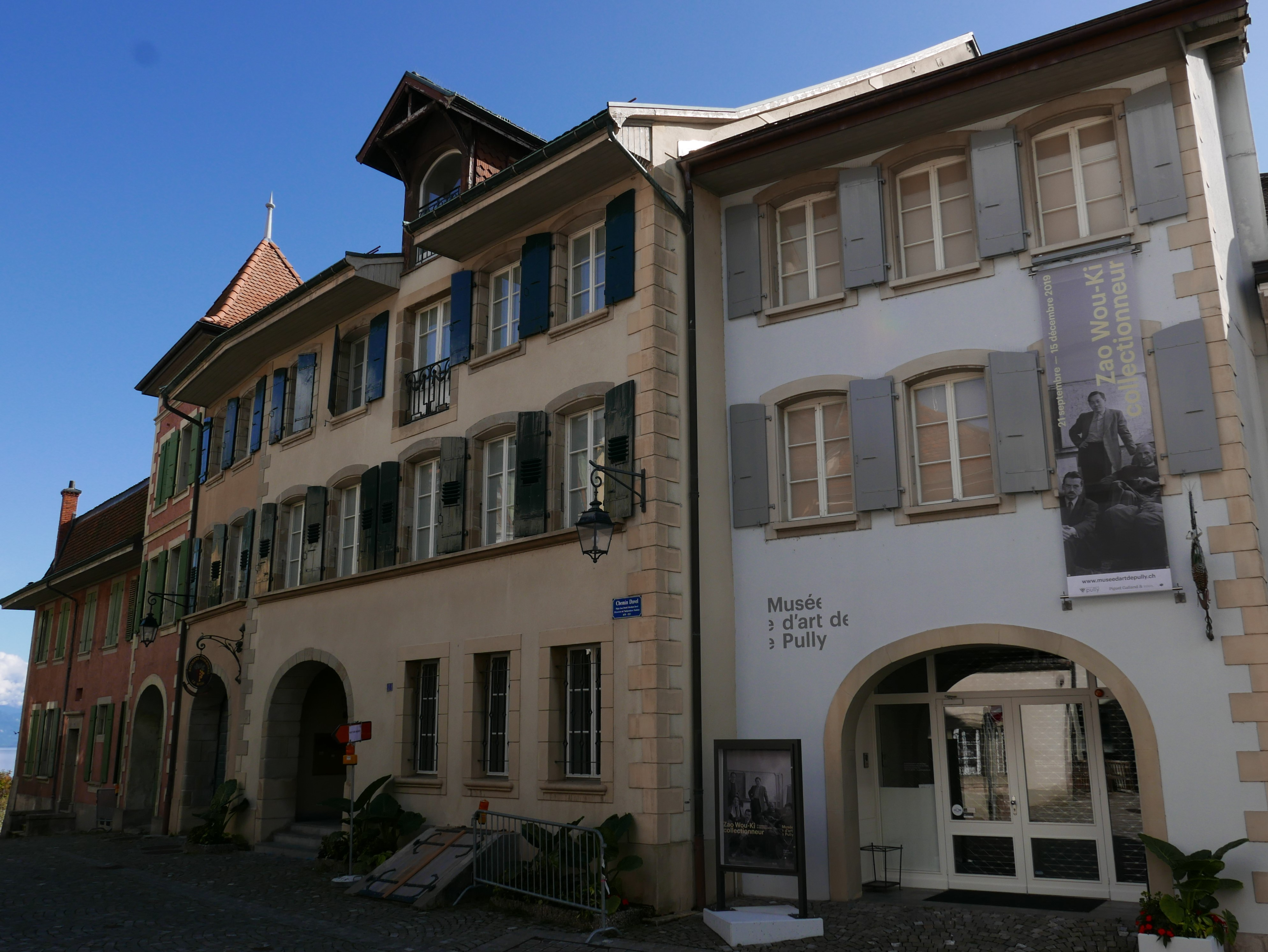
Musée d'art de Pully

### Bangladesh
- Musée national du Bangladesh, Dacca.

### Colombie
- Bibliothèque nationale de Colombie, Santa Fe de Bogota.

### Espagne
- Fonds d'art de la Generalitat de Catalunya, Barcelone.
- Musée Estrada Saladich, Barcelone.
- Musée de Cuenca.
- Musée national centre d'art Reina Sofía, Madrid.
- Musée d'art moderne de Tarragone, trois huiles sur toiles : Crépuscule au Mont bleu ; La palissade ; Gare Saint-Lazare[23].
- Musée d'art contemporain de Tolède.

### France
- Fonds départemental d'art contemporain de l'Orne, Alençon[16].
- Musée de Picardie, Amiens.
- Collection d'art contemporain de la ville d'Anglet, trois œuvres, 1960, 1961, 1963[17],[24].
- Musée Picasso, Antibes[25].
- Musée municipal de Berck-sur-Mer.
- Château de Dieppe.
- Lieu d'art et action contemporaine de Dunkerque.
- Musée de Grenoble.
- Musée d'art moderne André-Malraux, Le Havre.
- Musée Sainte-Croix des Sables-d'Olonne.
- Musée des Beaux-Arts de Lyon, Le couple, huile sur toile 130x81cm, 1963 (dépôt du Centre national des arts plastiques)[26].
- Musée Cantini, Marseille.
- Musée des Beaux-Arts de Nantes :
  - Sans titre, lithographie 65x50cm, 1961[27] ;
  - Soleil noir, lithographie 65x47,4cm, 1968[28] ;
  - Côteau, huile sur toile 65x81cm, 1970[29] ;
  - Vœux, crayon et collage sur papier 17,7x13,6cm, 1971[30].
- Bibliothèque de l'arsenal, Paris.
- Département des estampes et de la photographie de la Bibliothèque nationale de France[8].
- Musée d'art moderne de la ville de Paris.
- Musée national d'art moderne, Paris :
  - Esterel, huile sur toile 146x114cm, 1959[31] ;
  - Portrait de l'oiseau qui n'existe pas, dessin 32x24cm[32].
- Musée Hyacinthe-Rigaud, Perpignan.
- Musée de Saint-Cyprien (Pyrénées-Orientales).
- Musée de l'hôtel Sandelin, Saint-Omer.
- Mairie de Sedan, Provence, huile sur toile 97x130cm, 1962 (dépôt du Centre national des arts plastiques)[33].
- Musée d'Art moderne et contemporain de Strasbourg.

### Suisse
- Musée d'art de Pully.

## Collections privées

### Espagne
- Consorci Museu d'art contemporani (collection Lluis et Carmen Bassat), Nau Gaudi, Mataró.

### France
- Henri Adam-Braun[34].
- Palm Beach, Cannes, fresques murales de la salle des fêtes[5].

### Suisse
- Hôtel Belvédère, Locarno[35].